# Hauke-patruljen
Haukepatruljen var navnet på en tidligere norsk tegneserie. Det er en af de længstvarende norske tegneserier. Haukepatruljen begyndte i Ukemagasinet i 1930, og handlede om en flok spejderdrenge og deres mange oplevelser. Det var Alf Fossums forslag om at lave  serien, og den blev meget populær blandt drenge. Fossum fortsatte med at skrive historier til serien i hele dens levetid.
Jens R. Nilssen var tegner. Da Jens R. døde i 1959 overtog Jan Lunde tegnearbejdet, og serien blev lavet i næsten 30 år.
Hver jul i mange år blev årets serier samlet i et julehæfte, og det første af dem udkom allerede i 1930. Det blev en stor succes og den blev trykt i to oplag hver på 10.000 eksemplarer.